# استرامبینو
استرامبینو (به ایتالیایی: Strambino) یک کومونه در ایتالیا است که در استان تورین واقع شده‌است.

## خصوصیات
استرامبینو ۲۲٫۷ کیلومترمربع مساحت و ۶٬۱۳۲ نفر جمعیت دارد و ۲۵۰ متر بالاتر از سطح دریا واقع شده‌است.

## خواهرخوانده
شهر Villa del Rosario, Córdoba خواهرخواندهٔ استرامبینو هست.